# Szaleni detektywi
Szaleni detektywi – komediowy film akcji z 1974 opowiadający historię dwóch policyjnych detektywów z San Francisco, którzy mają na celu sprowadzenie za kratki lokalnego bossa kryminalistów. Obraz jest prekursorem filmów z gatunku buddy cop film, spopularyzowanego dekadę później. W filmie główne role zagrali James Caan, Alan Arkin, Loretta Swit i Valerie Harper. Reżyserem filmu jest Richard Rush.

## Fabuła
Freebie (Caan) i Bean (Arkin) są parą gliniarzy z San Francisco. Red Meyers (Kruschen) to gangster, którego policyjny duet ma ochotę zobaczyć za kratkami. Nic nie stoi na drodze ich pościgu Meyersa, czyli wszystkie napotkane przeszkody nie pozostaną bez szkody. Najbardziej pamiętną sceną z filmu jest, gdy Freebie wraz z Beanem mają wypadek samochodowy wpadając rozpędzonym wozem do mieszkania starszej pary.

## Obsada
- James Caan – Freebie
- Alan Arkin – Bean
- Valerie Harper – Consuela (żona Beana)
- Jack Kruschen – Red Meyers
- Loretta Swit – pani Meyers
- Christopher Morley – płatny zabójca
- Maurice Argent – krawiec

## Produkcja
Główne sceny filmu powstały na początku 1973 roku w San Francisco na stadionie Candlestick Park, wówczas należącym do baseballowego klubu San Francisco Giants, obecnie do San Francisco 49ers grającego w ramach NFL. Jedną z sekwencji pościgu nakręcono (obecnie nieistniejącej) Embarcadero Freeway, która kończy się, gdy samochód głównych bohaterów rozbija się wpadając do mieszkania naprzeciwko autostrady.
Plany dystrybucji filmu z początkiem 1974 roku nie powiodły się, w związku z obawą o konkurowanie na rynku z podobnym obrazem pt. Policjanci. Szaleni detektywi ostatecznie pojawił się na ekranach kin podczas Świąt Bożonarodzeniowych, i stał się znacznym sukcesem box office’u zarabiając 30 mln USD.

## Nagrody i nominacje
Valerie Harper była nominowana do Złotego Globu w kategorii „Nowa gwiazda roku”.

## Ciekawostki
- Światowej sławy twórca Stanley Kubrick nazwał Szalonych detektywów najlepszym filmem 1974 roku[6].
- Po realizacji filmu Arkin i Caan nie wystąpili razem, aż do premiery Dorwać Smarta (2008).